# Pallene (maan)

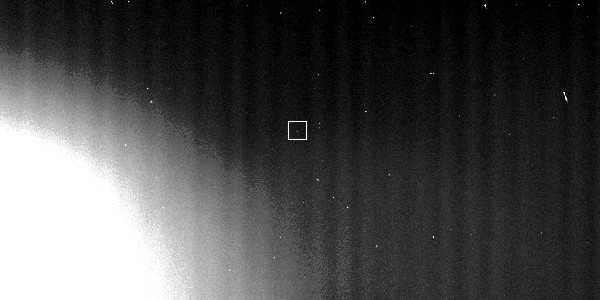
Afbeelding waarop de ontdekking te zien is van Pallene, een maan van Saturnus.

Pallene is een natuurlijke maan van de planeet Saturnus. De maan is (her)ontdekt door de Cassini-Huygens in 2004. Toen werd de maan in eerste instantie S/2004 S 2 genoemd en zelfs Saturnus XXXIII.
Pallene beweegt zich tussen de banen van Mimas en Enceladus op een afstand van ongeveer 211.000 kilometer van Saturnus.

## Ontstaan
De drie kleine manen Pallene, Mimas en Encladus zijn ofwel afgesplitst van of Mimas of Enceladus, ofwel zijn deze vijf manen de overblijfselen van een grotere zwerm manen uit dat gebied dicht bij Saturnus.

## Eerdere ontdekking
De eerste keer werd de maan ontdekt in 1981 door Voyager 2 en toen heette hij nog S/1981 S14. Pas 23 jaar later, in 2004, werd de maan nog eens ontdekt door de Amerikaanse ruimtesonde Cassini-Huygens en kreeg hij de naam 'Pallene'.

## Naamgeving
De manen van Saturnus werden vernoemd naar de mythologische broers en zussen van Kronos, de Griekse equivalent van de Romeinse god Saturnus. De naamgeving wordt officieel door de Internationale Astronomische Unie gecontroleerd en beheerd.
Pallene is een van de zeven Alkyoniden uit de Griekse mythologie. Het zijn de dochters van de god en Titaan Alkyoneus. Hij had in totaal zeven dochters. Alkyoneus werd door Hercules gedood in de oorlog tussen de Titanen en de goden. Overweldigd door verdriet wierpen de zeven dochters zich in de zee en verdronken. Het was de godin Amphitrite die ze redde en ze transformeerde tot ijsvogeltjes.